# تفيسترينغن
تويسترينغن (بالألمانية: Twistringen) هي بلدة ألمانية تقع في ألمانيا في سكسونيا السفلى. يقدر عدد سكانها بـ 13,146 نسمة .

## أعلام
- رينولد بيكمان
- فولكر ماير
- جوسيف ماير